# يابلونتس ناد نيسو
يابلونتس ناد نيسو (بالتشيكية: Jablonec nad Nisou)‏ هي بلدة في إقليم ليبيريتس في جمهورية التشيك، وهي مركز مقاطعة يابلونتس ناد نيسو.
يبلغ عدد سكان هذه البلدة 45,594 حسب إحصاء في سنة 2015.

## توأمة
ليابلونتس ناد نيسو اتفاقيات توأمة مع كل من:
- تسفيكاو
- باوتسن (1993 - )
- كاوفبويرن (2009 - )
- رنز

## أعلام
- ياكوب هايمان
- ميلان فوكال
- لوسي روبنسون
- أوتا فوكاريك
- طوماش هوبر

## اقرأ أيضاً
- مقاطعة يابلونتس ناد نيسو